# Psyttalia testaceipes
Psyttalia testaceipes är en stekelart som först beskrevs av Cameron 1905.  Psyttalia testaceipes ingår i släktet Psyttalia och familjen bracksteklar. Inga underarter finns listade i Catalogue of Life.